# 福禄诺
弗朗索瓦·欧内斯特·福禄诺（法語：François Ernest Fournier，1842年5月23日—1934年11月6日），是法国的外交官、海军上将，1884年5月11日作为法国代表和大清直隶总督李鸿章在天津签订《中法会议简明条款》，条约内容主要是越南北圻主权问题以及相关战和问题，李鸿章表示同意从北圻撤兵，换取双方的通商来往和边境安定。